# Castillo Lambert
El castillo Lambert es un pequeño fortín localizado dentro de la Reserva de la Montaña Garret, en Paterson, Nueva Jersey, Estados Unidos. También llamado originalmente "Belle Vista" fue construido en 1892 y fue introducido en el Registro Nacional de Lugares Históricos de los Estados Unidos el 3 de junio de 1976. En aquel entonces el presidente William McKinley visitó la mansión.

## Historia
La edificación fue construida en 1892 como el hogar de Catholina Lambert, el dueño de una fábrica de seda prominente en la ciudad de Paterson. Construido al estilo típico de la arquitectura medieval, el sueño del señor Lambert fue la de construir una casa que recordara a los castillos de Gran Bretaña y sus años de infancia. El presidente William McKinley y el vicepresidente Garret Hobart visitaron el castillo en 1898. Después de la muerte de Lambert en 1923, su familia vendió la edificación a la ciudad de Paterson, que a su vez lo vendió al Condado de Passaic unos años más tarde. El Condado de Passaic utilizó el edificio para alojar oficinas administrativas, y en 1936, acondicionó una habitación a la naciente Sociedad Histórica del Condado de Passaic para servir como museo histórico. Con el transcurrir del tiempo el museo creció, habitación por habitación, hasta que el primer piso se convirtió en el museo histórico. A finales de 1990, el castillo sufrió una restauración de varios millones de dólares y los cuatro pisos del edificio se convirtió en un museo y una biblioteca.
La construcción comenzó en 1891. El fortín fue construido al lado de la primera montaña de Watchung de piedra arenisca y granito. La piedra arenisca fue extraída de las colinas circundantes. El costo de construcción inicial se calculó en medio millón de dólares. En 1896, una galería de arte fue introducida en el castillo y una torre de observación de 70 pies fue construida en la cima del acantilado. El ala de la galería cayó en desuso y fue demolido en 1936.